# C19orf70
C19orf70 (англ. Chromosome 19 open reading frame 70) – білок, який кодується однойменним геном, розташованим у людей на короткому плечі 19-ї хромосоми. Довжина поліпептидного ланцюга білка становить 118 амінокислот, а молекулярна маса — 13 087.
| 10         |  | 20         |  | 30         |  | 40         |  | 50         |
| ---------- |  | ---------- |  | ---------- |  | ---------- |  | ---------- |
| MVARVWSLMR |  | FLIKGSVAGG |  | AVYLVYDQEL |  | LGPSDKSQAA |  | LQKAGEVVPP |
| AMYQFSQYVC |  | QQTGLQIPQL |  | PAPPKIYFPI |  | RDSWNAGIMT |  | VMSALSVAPS |
| KAREYSKEGW |  | EYVKARTK   |  |            |  |            |  |            |

A: Аланін

C: Цистеїн

D: Аспарагінова кислота

E: Глутамінова кислота

F: Фенілаланін

G: Гліцин

I: Ізолейцин

K: Лізин

L: Лейцин

M: Метіонін

N: Аспарагін

P: Пролін

Q: Глутамін

R: Аргінін

S: Серин

T: Треонін

V: Валін

W: Триптофан

Локалізований у мембрані, мітохондрії, внутрішній мембрані мітохондрії.